# Katiannina
Genre
Katiannina est un genre de collemboles de la famille des Katiannidae.

## Liste des espèces
Selon Checklist of the Collembola of the World (version du 16 août 2019) :
- Katiannina macgillivrayi (Banks, 1897)
- Katiannina subalpina Itoh, 2000

## Publication originale
- Maynard, 1951 : A monograph of the Collembola or springtail insects of New York State. Ithaca New York Comstock Pub Co Inc, p. 1-339.